# Cygnus OB2

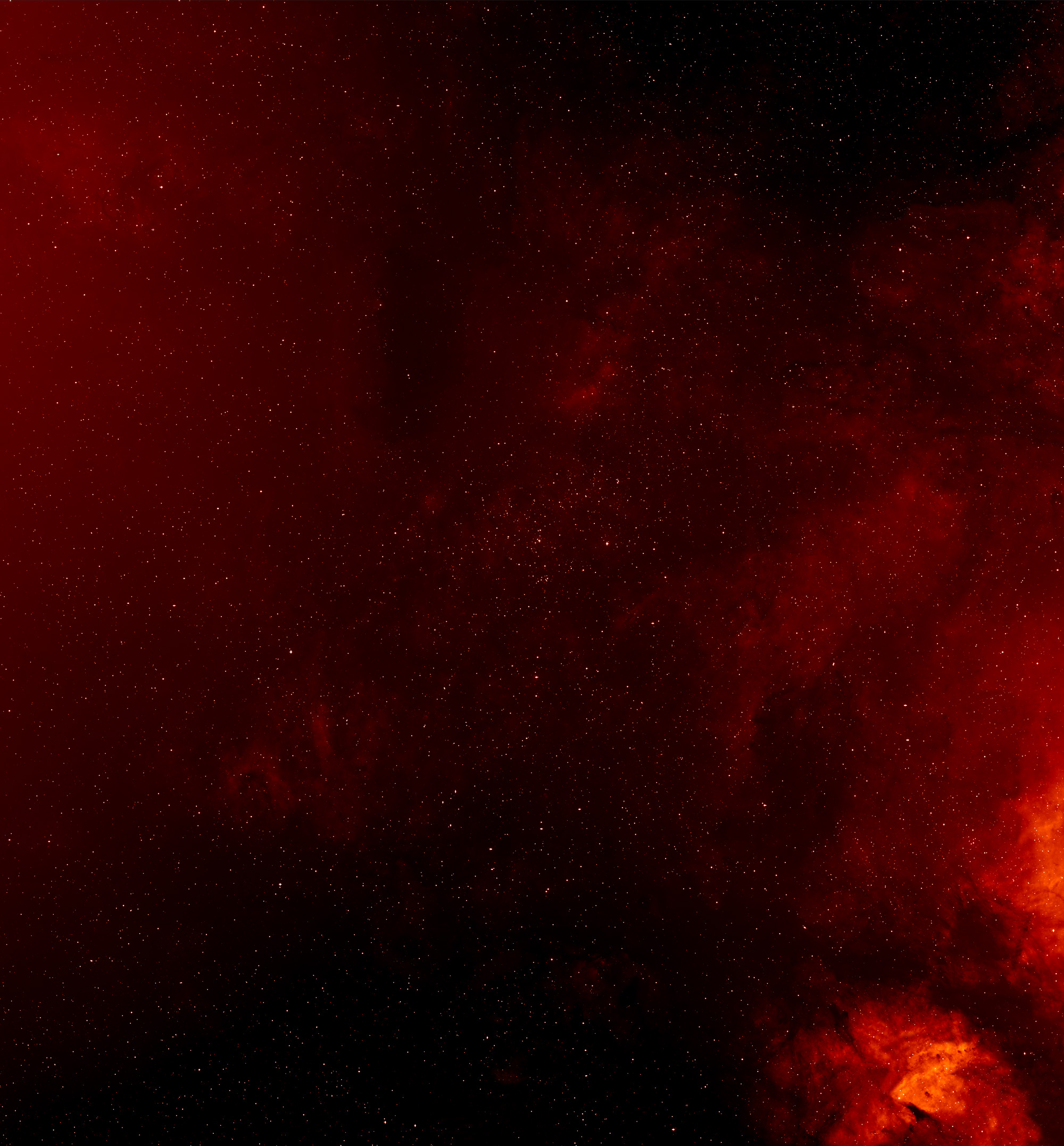
Cygnus OB2 quan sát bởi H-Alpha, 2.5°

Cygnus OB2 là một cụm sao loại OB, là vị trí của một số sao nặng nhất và có độ sáng tuyệt đối lớn nhất đã biết, bao gồm một số Sao biến quang ví dụ như Cyg OB2 #12. Nó cũng bao gồm một trong những ngôi sao lớn nhất đã biết, NML Cygni. Khu vực này được nhúng vào trong một rộng lớn hơn một trong sự hình thành sao được gọi là Cygnus X, đó là một trong những vật thể sáng nhất trên bầu trời với các bước sóng phát thanh. Cụm sao này có khoảng cách 1,400 parsec, nằm ở chòm sao Cygnus.
Cụm trẻ là một trong những cụm sao lớn nhất được biết và lớn nhất ở Bắc bán cầu với một số tác giả chính thức phân loại nó như là một cụm sao cầu trẻ tương tự như những cụm sao nằm trong Đám mây Magellan lớn. Tuy nhiên nó được xem là một cụm sao có mật độ thấp.
Mặc dù nó nặng hơn gấp 10 lần Tinh vân Orion, tinh vân vốn có thể nhìn thấy dễ dàng bằng mắt thường, Cygnus OB2 lại bị ẩn đi dưới một đám mây khí bụi gọi là Vực Cygnus, mà nó che lấp nhiều ngôi sao trong đó. Điều này có nghĩa là dù cho Cygnus OB2 có kích thước rất lớn nhưng vẫn rất khó khăn để xác định được tính chất của nó. Ước tính số lượng ngôi sao nằm trong khoảng từ 50 đến 100 thuộc lớp O và tổng khối lượng của nó đã được tính toán là (4-10) * 10  4 </ sup> or 3*104 Khối lượng Mặt Trời theo điều tra khác.
Mặc dù vậy, điều tra gần đây với tia X đã quan sát được khu vưc với cấp sao biểu kiến cao để đạt được một sự hiểu biết tốt hơn về cách các sao hình thành và hành tinh tập trung trên một quy mô lớn như vậy.  Những nghiên cứu này bao gồm các quan sát với các Đài thiên văn Chandra, Kính viễn vọng không gian Spitzer, Kính thiên văn không gian Herschel và Kính viễn vọng không gian Canaries.
| Tên sao                  | Số Schulte | Phân loại sao              | Cấp sao tuyệt đối | Khối lương (× Mặt trời) |
| ------------------------ | ---------- | -------------------------- | ----------------- | ----------------------- |
| 59                       | #1         | O8.5V                      | −9.3              | 44                      |
| 83                       | #2         | B1I                        | −7.4              | 18                      |
|                          | #3         | O6IV + O9III               |                   | >17 + >8                |
| 217                      | #4         | O7III((f))                 | −9.6              | 52                      |
| V729                     | #5         | O7Ianfp + Ofpe/WN9 (+BoV:) | −10.6 / −10.5     | 31 + 9                  |
| 317                      | #6         | O8V                        | −9.2              | 42                      |
| 457                      | #7         | O3If                       | −10.8             | 114                     |
| 465                      | #8A        | O6If + O5.5III(f)          | −9.8/−9.4         | 44 + 37                 |
| 462                      | #8B        | O6.5III(f)                 | −10.4             | 80                      |
| 483                      | #8C        | O5If                       | −10.1             | 71                      |
| 473                      | #8D        | O8.5V + O9V: (+ A2V?)      | −8.4              | 19+19+?                 |
| 431                      | #9         | O5-5.5I + O3-4III          | ~−10/~−10         | >34 + >30               |
| 457                      | #10        | O9.5I                      | −10.4             | 75                      |
| 734                      | #11        | O5If                       | −10.0             | 58                      |
| 304                      | #12        | B3-4Ia+                    | −10.95            | 110                     |
| 556                      | #18        | B1Ib                       | −9.0              | 33                      |
| 417                      | #22        | O3If + O6V(f)              | ~−10.4            |                         |
| 516 (ngôi sao phức tạp)) |            | O5.5V((f))                 | −11.1             | 100                     |
| 771                      |            | O7V                        | −10.6             | 90                      |

Sao đáng chú ý khác, không bao gồm trong Massey  et al.  bao gồm BD+40° 4210, một sao cực siêu khổng lồ xanh và sao biến quang, cũng như các ngôi sao lớn chạy trốn như BD+43° 3654.